# Packwood-Gletscher
Der Packwood-Gletscher liegt in der Region der Goat Rocks im US-Bundesstaat Washington. Der Gletscher liegt in Nachbarschaft des Pacific Crest Trail innerhalb der Goat Rocks Wilderness im Gifford Pinchot National Forest, etwa 0,3 mi (0,48 km) nordwestlich des Old Snowy Mountain. Der McCall-Gletscher liegt etwa 0,5 mi (0,8 km) östlich.